# Bartramia gigantea
Bartramia gigantea är en bladmossart som beskrevs av Bory de Saint-vincent 1804. Bartramia gigantea ingår i släktet äppelmossor, och familjen Bartramiaceae. Inga underarter finns listade i Catalogue of Life.